# Magnus Carlbring
Magnus Carlbring, född 31 december 1961, är en svensk författare, verksam som poet, romanförfattare och skrivarlärare.

## Biografi
Carlbring debuterade 1985 med prosa- och poesisamlingen Lit de parade. 
1999 fick Magnus Carlbring Tidningen Vi:s litteraturpris för diktsamlingen Sånger vid E 4:ans avfart. Motivering: "Magnus Carlbring får Vi:s litterära pris 1999 för sin diktsamling Sånger vid E4:ans avfart. Med stor bildfantasi och djup respekt för människan sätter han ord på en livskänsla som kan finnas i alla stämningslägen mellan självmordet och kärleksscenen i köket och var som helst mellan en motorvägskant och en mälarstrand. Livet är stort, men det ryms i förorten."
2004 utgavs Magnus Carlbrings romandebut, Paul Exodus Propp.
2005 utgavs Dödens lilla bok. 
I mars 2009 utnämndes Magnus Carlbring till Månadens diktare av Dagens dikt i Sveriges Radio P1.
24 december 2012 utkom den långa dikten Hord.
2020 utgavs handboken Skriv skönlitterärt, en bok med skrivövningar och litterära referenser, byggd på författarens erfarenhet som skrivarlärare på folkhögskola.
2022 gav Magnus Carlbring ut följetongsromanen Tintomara 2.0, först skriven 2010, som e-bok.

## Priser och utmärkelser
- 1999 – Tidningen Vi:s litteraturpris
- 2002 – Lorenzo da Ponte-stipendiet